# L'Oradella
L'Oradella és una muntanya de 206 metres que es troba al municipi de Sant Cebrià de Vallalta, a la comarca del Maresme.